# Упорниковська
Упорниковська (рос. Упорниковская) — станиця у Нехаєвському районі Волгоградської області Російської Федерації.
Населення становить 1197  осіб. Входить до складу муніципального утворення Упорниковське сільське поселення.

## Історія
Станиця розташована у межах українського історичного та культурного регіону Жовтий Клин.
Згідно із законом від 14 лютого 2005 року № 1006-ОД органом місцевого самоврядування є Упорниковське сільське поселення.

## Населення
| 1986 | 2010  |
| ---- | ----- |
| 730  | ↗1197 |